# ويل كليبيرن
ويل كليبيرن (مواليد 17 مايو 1990) هو لاعب كرة سلة أمريكي يلعب في مركز لاعب هجوم صغير الجسم في نادي سسكا موسكو.

## روابط خارجية
- ويل كليبيرن على موقع الدوري الأوروبي لكرة السلة (الإنجليزية)
- ويل كليبيرن على موقع سبورتس رفرنس (الإنجليزية)
- ويل كليبيرن على موقع كرة السلة الأوروبية.كوم (الإنجليزية)
- ويل كليبيرن على موقع كلية كرة السلة في سبورتس رفرنس.كوم (الإنجليزية)
- ويل كليبيرن على موقع ريلجم (الإنجليزية)
- ويل كليبيرن على موقع بروبوليرز (الإنجليزية)
- ويل كليبيرن على موقع سبورتس رفرنس (الإنجليزية)